# Liste der Biografien/Ent
Liste der Biografien |
Portal Biografien |
Personensuche
# |
A |
B |
C |
D |
E |
F |
G |
H |
I |
J |
K |
L |
M |
N |
O |
P |
Q |
R |
S |
T |
U |
V |
W |
X |
Y |
Z |
?
 
Ea |
Eb |
Ec |
Ed |
Ee |
Ef |
Eg |
Eh |
Ei |
Ej |
Ek |
El |
Em |
En |
Eo |
Ep |
Eq |
Er |
Es |
Et |
Eu |
Ev |
Ew |
Ex |
Ey |
Ez
 
Ena |
Enb |
Enc |
End |
Ene |
Enf |
Eng |
Enh |
Eni |
Enj |
Enk |
Enl |
Enm |
Enn |
Eno |
Enq |
Enr |
Ens |
Ent |
Enu |
Env |
Enw |
Enx |
Eny |
Enz
Die Liste der Biografien führt alle Personen auf, die in der deutschsprachigen Wikipedia einen Artikel haben. Dieses ist eine Teilliste mit 74 Einträgen von Personen, deren Namen mit den Buchstaben „Ent“ beginnt.

## Ent
- Ent, Luuc Van der (* 1998), niederländischer Volleyballspieler

### Enta
- Entacher, Brigitte (* 1970), österreichische Fußballspielerin
- Entacher, Edmund (* 1949), österreichischer Militär, Chef des Generalstabes

### Ente
- Ente, Birgit (* 1988), niederländische Judoka
- Entekhabi, Shahram (* 1963), iranisch-deutscher Künstler
- Entekhabifard, Camelia (* 1973), iranische Journalistin und Schriftstellerin
- Entel, Peter (1943–2021), deutscher theoretischer Physiker und Hochschullehrer
- Entemake, Maowulietibieke (* 1996), chinesischer Skilangläufer
- Entenfellner, Maggie (* 1968), österreichische JournalistinMaggie Entenfellner (* 1968)

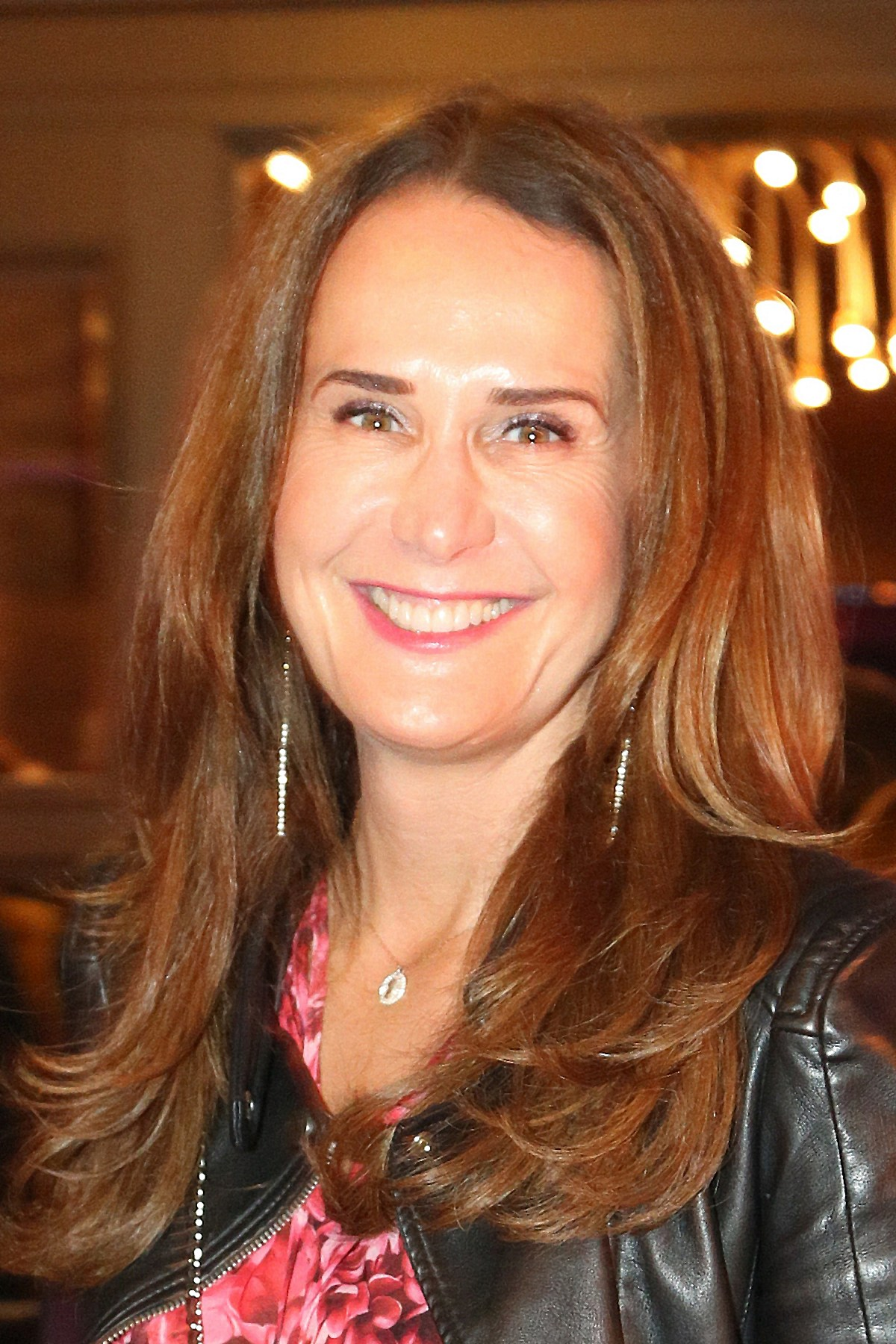
Maggie Entenfellner (* 1968)

- Entenmann, Alfred (* 1927), deutscher Politiker (CDU), MdL
- Entenmann, Meike (* 1975), deutsche Bildhauerin, Malerin, Objektkünstlerin und Grafikerin
- Entenmann, Rudi (* 1940), deutscher Fußballspieler
- Entenmann, Willi (1943–2012), deutscher Fußballspieler und -trainer
- Entenza, John (1905–1984), amerikanischer Journalist und Verleger
- Enter, Stephan (* 1973), niederländischer Schriftsteller
- Enters, Gerhard (1823–1885), deutscher Verwaltungsbeamter, Bürgermeister und späterer Amtmann sowie Gründer verschiedener Vereine und Institutionen im westfälischen Hamm-Rhynern
- EnteTainment (1987–2025), deutscher Rapper
- Entezam, Nasrollah (1900–1980), iranischer Politiker
- Entezam-Saltaneh, Abdullah (1895–1983), iranischer Botschafter und Außenminister
- Entezami, Ezzatolah (1924–2018), iranischer Schauspieler
- Entezami, Majid (* 1948), iranischer Filmkomponist

### Entf
- Entfelder, Christian, österreichischer Täufer und Spiritualist

### Enth
- Entholt, Friedrich (1823–1916), deutscher Pädagoge
- Entholt, Fritz (1874–1953), deutscher Kaufmann und Politiker (FDP), MdBB
- Entholt, Hermann (1870–1957), deutscher Historiker und Archivdirektor
- Entholt, Kurt (1909–1996), deutscher Politiker (BDV, FDP, FVP, DP), MdBB, Tischtennisspieler und -funktionär
- Entholt, Marvin, deutscher Autor und Regisseur
- Entholt, Reinhard (1921–2013), deutscher Jurist und Bankdirektor
- Entholzer, Reinhold (* 1959), oberösterreichischer Politiker (SPÖ), oberösterreichischer Landesrat
- Entholzer, Walter (* 1953), österreichischer Politiker (ÖVP), Landtagsabgeordneter
- Entholzner, Maximilian (* 1994), deutscher Leichtathlet
- Enthoven, Dick (1936–2021), niederländischer Radrennfahrer
- Enthoven, Jean-Paul (* 1949), französischer Intellektueller
- Enthoven, Raphaël (* 1975), französischer PhilosophRaphaël Enthoven (* 1975)

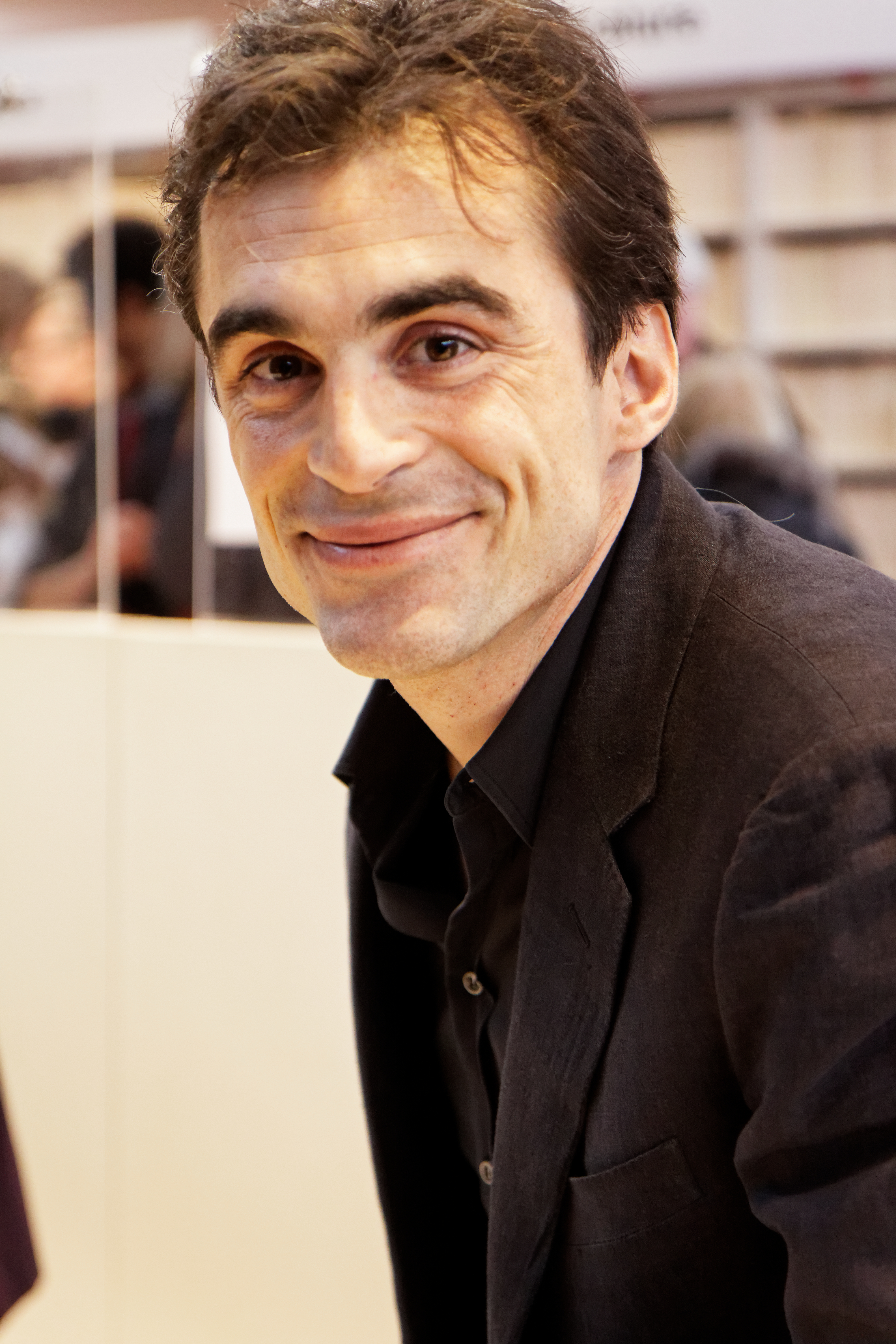
Raphaël Enthoven (* 1975)

### Enti
- Enti, Gladys (* 1975), ghanaische Fußballspielerin
- Entin, Juri Sergejewitsch (* 1935), sowjetischer und russischer Autor
- Entius, Rosa (* 2003), niederländische Volleyballspielerin

### Entj
- Entjer, Eilt-Jürgen (1939–2020), deutscher Apotheker und Regattasegler

### Entl
- Entleutner, Ron-Dirk (* 1976), deutscher Hochschullehrer, Dirigent und Leiter des Landesjugendchores Sachen

### Entn
- Entner, Heinz (1932–2011), deutscher Philologe
- Entner, Richard (1894–1977), österreichischer Politiker (ÖVP), Abgeordneter zum Nationalrat

### Entr
- Entrecasteaux, Joseph Bruny d’ (1737–1793), französischer Seefahrer und Entdecker
- Entremont, Philippe (* 1934), französischer Pianist, Dirigent und Musikpädagoge
- Entrerríos, Alberto (* 1976), spanischer Handballspieler und -trainer
- Entrerríos, Raúl (* 1981), spanischer Handballspieler und -trainer
- Entres, Josef Lothar (* 1883), deutscher Psychiater
- Entres, Joseph Otto (1804–1870), deutscher Bildhauer
- Entress, Friedrich (1914–1947), deutscher SS-Mediziner
- Entress, Robert (1851–1913), württembergischer Oberamtmann
- Entreß-Fürsteneck, Eugen von (1838–1902), preußischer Generalmajor und Kommandeur der 12. Kavallerie-Brigade
- Entrich, Hans-Joachim (1932–1993), deutscher Schauspieler, Hörspielsprecher und Dozent
- Entringer, August (1921–2008), deutscher Politiker (CDU), MdL
- Entringer, Galienus, Verfasser von Gedichten
- Entringer, Galienus († 1579), deutscher Maler
- Entrup, Boris (* 1978), deutscher Friseur und MaskenbildnerBoris Entrup (* 1978)

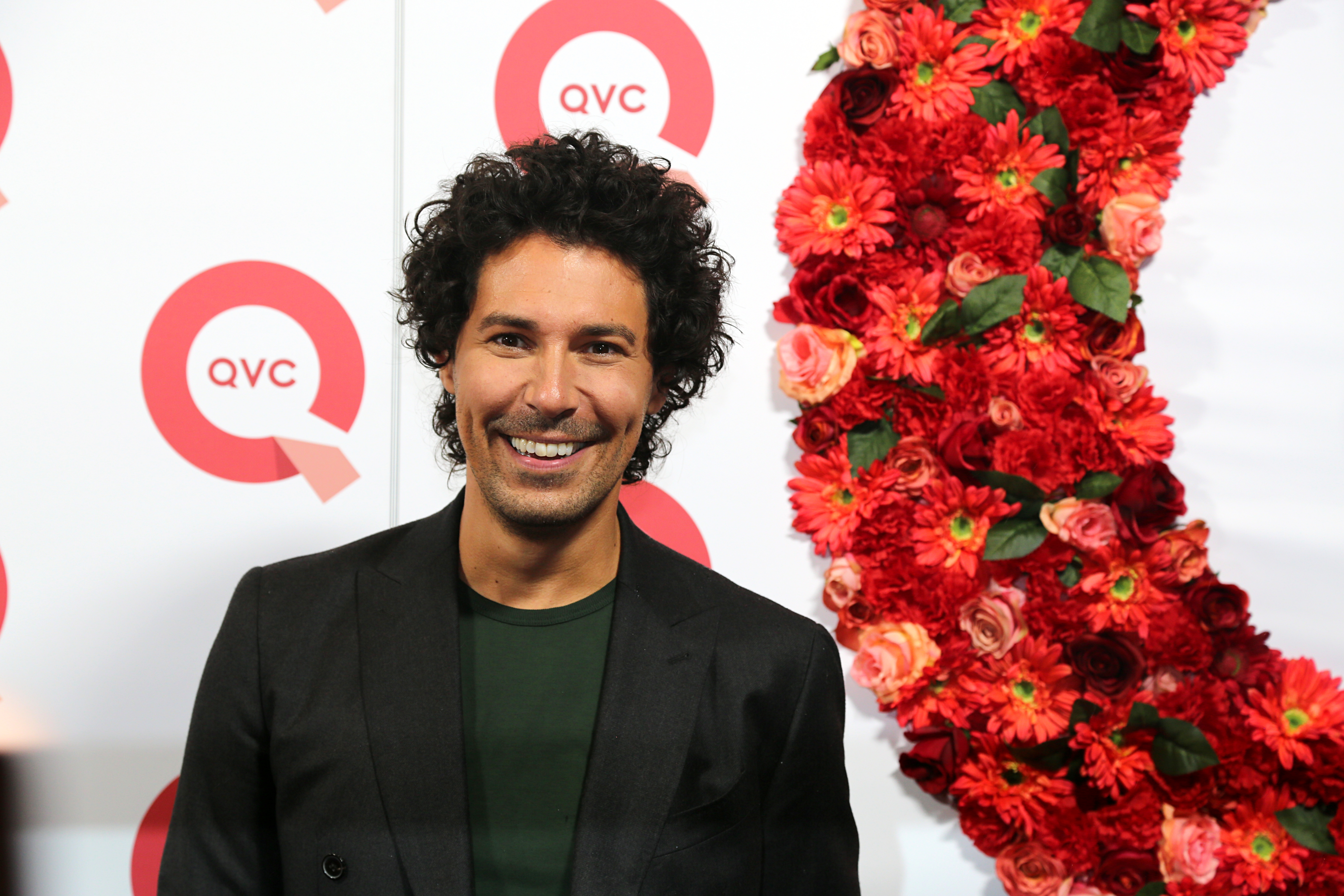
Boris Entrup (* 1978)

- Entrup, Maximilian (* 1997), österreichischer Fußballspieler
- Entrup, Otto (1930–2012), deutscher Jurist und Politiker (CDU), MdB

### Ents
- Entschewa, Lidija (* 2006), bulgarische Tennisspielerin
- Entsua-Mensah, RoseEmma Mamaa (* 1959), ghanaische Ökologin und Hochschullehrerin
- Entsuba, Katsuzō (1905–2003), japanischer Bildhauer

### Entw
- Entwistle, George (* 1962), britischer Fernsehproduzent
- Entwistle, Harry (* 1940), britischer ehemaliger anglikanischer Bischof und römisch-katholischer Geistlicher
- Entwistle, John (1944–2002), britischer MusikerJohn Entwistle (1944–2002)

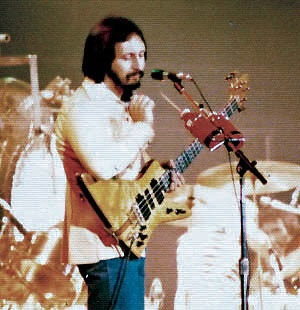
John Entwistle (1944–2002)

- Entwistle, Peg (1908–1932), walisisch-stämmige US-amerikanische Schauspielerin
- Entwistle, William J. (1895–1952), britischer Romanist, Hispanist, Lusitanist, Slavist und Linguist

### Entz
- Entz, Gustav (1884–1957), österreichischer evangelischer Theologe
- Entz, Justus B. (1867–1947), US-amerikanischer Elektrotechniker und Erfinder
- Entz, Linda (* 1976), deutsche Lyrikerin
- Entz, Paul (1859–1936), deutscher Kaufmann und Konsul
- Entz, Thomas Johann Gottfried (1899–1970), deutscher Reeder und Kaufmann
- Entzelt, Christoph (1517–1583), deutscher evangelischer Geistlicher und Historiker
- Entzen, Gerhard von († 1671), Abt der Prämonstratenserklöster Sayn und Rommersdorf
- Entzian, Hendrika (* 1984), deutsche Jazzmusikerin (Kontrabass, Arrangement, Komposition)
- Entzian, Joachim (1891–1968), deutscher Bankier und Wirtschaftsfunktionär